# Emiliano Mutti
Emiliano Mutti é um geólogo italiano que fez contribuições significativas para o campo das geociências, especialmente para a dinâmica sedimentar de turbiditos e sua caracterização de reservatórios.
Emiliano Mutti nasceu em outubro de 1933 perto do pequeno lago de Orta, na região de Novara, no norte da Itália. Durante a Segunda Guerra Mundial, seu pai Ido levou a família para a pequena aldeia de montanha de Nociveglia, ao sul da Província de Parma, nos Apeninos setentrionais. Cercado por rochas e florestas, Emiliano desenvolveu forte interesse pelas rochas e as montanhas que ele nunca perdeu. Mais tarde, quando ele percebeu que as rochas no vale foram turbiditos, voltou a estudá-los e produzir trabalhos clássicos sobre sistemas deposicionais de águas profundas.
Completou um mestrado em geologia na Universidade de Milão, em 1959. Sua tese foi sobre a estratigrafia e estrutura terciária dos turbiditos Macigno nos Apeninos Norte. De 1960-1965 foi professor assistente de Sedimentologia da Universidade de Milão.
Em 1965, o interesse pela pesquisa o levou a aceitar um trabalho no Esso Production Research Lab em Bordéus, a filial européia da Exxon Production Research Company, em Houston. Através dessa conexão, Emiliano conheceu Chuck Campbell, e os dois fizeram trabalho de campo na Itália.
Depois de várias semanas, Chuck Campbell convidou Emiliano para os EUA para treinamento adicional. O tempo gasto com Chuck era um ponto de mudança na carreira de Emiliano. Ele próprio descreve a experiência dessa maneira: "Naquela época, eu tinha muita experiência em mapeamento de campo e sabia muito bem turbiditos Chuck percebeu que eu não sabia mais nada. Ele me levou para o campo nos Estados Unidos e ensinou-me como reconhecer depósitos fluviais e marinhos rasos. O mais importante é que ele me ensinou a sua abordagem estratigráfica." Em 1969, Emiliano renunciou a Esso para se tornar professor na Universidade de Turim. Em 1971 ele recebeu seu PhD e, em 1975 ele se tornou professor titular de sedimentologia. Em 1982, mudou-se para a Universidade de Parma, onde foi professor titular da geologia sedimentar. Ele está aposentado desde 2007 e atua como consultor.
Durante sua carreira, Emiliano trabalhou principalmente em estratigrafia e sedimentologia das bacias turbidíticas em cinturões de dobramentos e, notadamente, nos Pireneus espanhóis, nos Apeninos setentrionais e Grécia. Muito de seu trabalho se resume em papéis clássicos em co-autoria com Franco Ricci Lucchi, e Bill Normark http://www.eni.com/attachments/innovazione-tecnologia/eni-award/la-commissione-scientifica/eng_MuttiCV.pdf    Mini Curriculum by ENI. Desde 1989, seu trabalho tem incidido sobre a estratigrafia e análise de fácies de domínio de inundação em depósitos flúvio-deltáicos e suas relações com sistemas turbidíticos em muitas bacias tectonicamente móveis no mundo inteiro.
Emiliano é um geólogo de campo com uma dedicação muito forte por rochas sedimentares. Ele é um mestre da observação e descrição que são qualidades fundamentais ao geólogo de campo. Ele sempre carrega um bloco de notas no campo, os esboços de afloramentos são notáveis e os seus detalhes e capacidade de resolver os complexos relacionados com feições sedimentares. Todos os seus trabalhos são caracterizados por fotografias de qualidade, que também são o resultado de sua dedicação pela fotografia. Ele recebeu inúmeros prêmios e participações honorários em sociedades geológicas.
Escreveu mais de 100 artigos científicos e vários livros sobre a estratigrafia e sistemas turbidíticos, incluindo o livro-texto de estratigrafia, em 1989, com os co-autores A. Boselini e F. Ricci Lucchi e o livro publicado pela AGIP em 1982, "Turbidite Sandstones". O Professor Emiliano Mutti treinou vários geólogos, principalmente de petróleo da Petrobras, em várias atividades nas regiões dos Pirenéus espanhóis e do norte dos Apeninos, na Itália.
Mutti  é fellow da Geological Society of London 1993. EAGE (European Association of Geoscientists & Engineers) Wegener Medal 2003 (Award for Outstanding Contribution) por sua contribuição à dinâmica sedimentar dos turbiditos e sua caracterização como reservatórios durante a metade do século passado.
Em 2004 Mutti ganhou a medalha Twenhofel da SEPM (Society for Sedimentary Geology), que é a mais alta medalha de reconhecimento a uma carreira de excelência em geologia sedimentar.

## Publicações selecionadas
- E. Mutti, R. Tinterri, E. Remacha, N. Mavilla, S. Angella and L. Fava An Introduction to the Analysis of Ancient Turbidite Basins from an Outcrop Perspective, 1999, American Association of Petroleum Geologists.
- E. Mutti & G. Davoli, Turbidite Sandstones, 1992 - AGIP, Istituto di geologia, Università di Parma.
- E. Mutti, F.R. Lucchi, Turbidites of the Northern Apennines: Introduction to Facies Analysis, 1978, American Geological Institute.